# Museos Estatales de Culturas del Mundo
Los Museos Estatales de Culturas del Mundo (en sueco:Statens museer för världskultur) es una autoridad administrativa estatal sueca con sede en Gotemburgo. La autoridad recae en el Ministerio de Cultura.
Se encarga de la administración de las siguientes instituciones
- Museo de Culturas del Mundo en Gotemburgo
- Museo de Etnografía, en Estocolmo
- Museo de Asia Oriental, en Estocolmo
- Museo del Mediterráneo, en Estocolmo

## Misión
Los Museos Estatales de Culturas del Mundo tienen la tarea de mostrar y dar vida a las culturas del mundo, especialmente las culturas con orígenes fuera de Suecia. La autoridad promueve la formación de conocimientos interdisciplinarios y actividades públicas en nuevas formas basadas en perspectivas etnográficas, arqueológicas, artísticas, científicas del arte y otras perspectivas sociales e históricas. La autoridad documenta y resalta las expresiones y condiciones de las diferentes culturas, así como los encuentros históricos culturales y de la sociedad actual.

## Historia
Los Museos Estatales de Cultura del Mundo se crearon en 1999 mediante la fusión del Museo Etnográfico de Estocolmo (anteriormente una autoridad independiente), el Museo del Mediterráneo (anteriormente parte de los Museos Históricos Estatales), el Museo de Asia Oriental (anteriormente parte del Museo Estatal de Arte Museos) y el antiguo Museo Etnográfico de Gotemburgo.
En otoño de 2015, la Oficina Estatal afirmó en un análisis de la autoridad que las deficiencias en las actividades expositivas en Bergrummet requerían medidas. Una propuesta en el análisis fue reducir el número de edificios de museos. En otoño de 2016, los Museos de la Cultura del Mundo participaron en el llamado "debate sobre los museos", donde se discutió tanto el contenido de las actividades como las condiciones financieras.

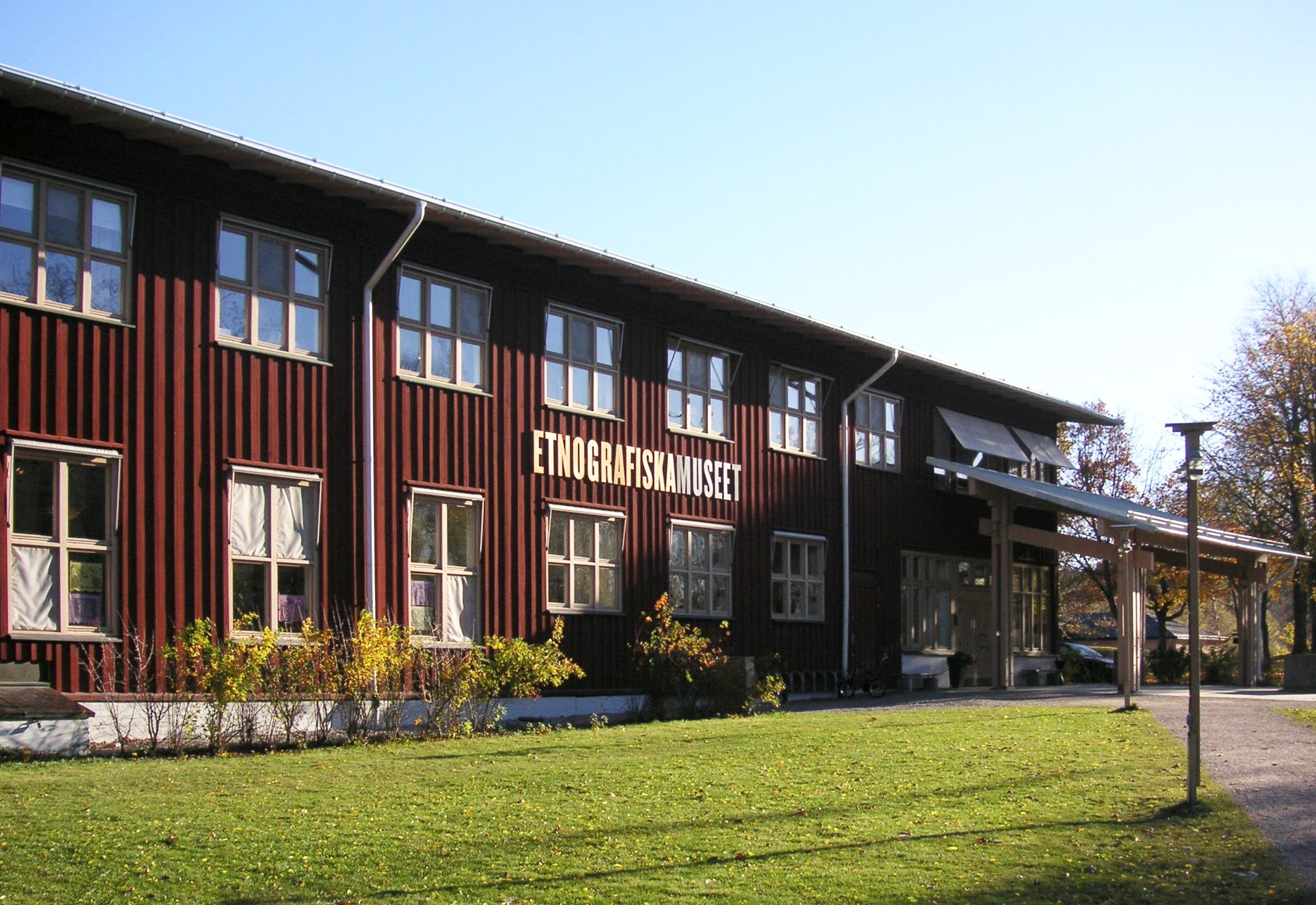
El Museo Etnográfico en Estocolmo, 2007.

## Superintendentes
- Octubre 2024 – Karl Magnusson (temporal)
- 2015 – Septiembre 2024 Ann Follin
- 2010 – 2015 Sanne Houby-Nielsen
- Octubre de 2008 a marzo de 2010 Göran Blomberg [1]
- 2002 – 2008 Eva Gesang-Karlström
- 1999 – 2002 Thommy Svensson